# Olesa de Bonesvalls
Olesa de Bonesvalls là một đô thị trong comarca Alt Penedès, Girona, Catalonia, Tây Ban Nha.

## Biến động dân số
| 1900 | 1930 | 1950 | 1970 | 1986 | 2007 |
| ---- | ---- | ---- | ---- | ---- | ---- |
| 643  | 513  | 389  | 372  | 329  | 1556 |